# جورج م. روبسون
جورج م. روبسون (بالإنجليزية: George M. Robeson)‏ (و. 1829 – 1897 م) هو سياسي، وضابط، ومحام من الولايات المتحدة الأمريكية .
وهو عضو في الحزب الجمهوري .

## التعليم
تعلم في جامعة برنستون.